# THE COMES
THE COMESは、1982年に東京で結成された日本の ハードコア・パンク・バンド。

## 来歴
1982年2月、CHITOSE(ヴォーカル)、NAOKI(ギター)、MINORU(ベース)、MATUMURA(ドラムス)の4人で結成される。同年9月に新宿ロフトで行われた「消毒GIG特別篇ハードコアパンク2DAYS」に出演。GAUZE、G.I.S.M.、THE EXECUTEと共に東京で「ハードコア四天王」と呼ばれ、日本のハードコア・パンク・シーンの黎明期を牽引した。
1983年3月、パンク雑誌「DOLL」のCITY ROCKER RECORDSより発売されたオムニバス・アルバム『OUTSIDER』に参加。同年11月、同じく「DOLL」のハードコア専門レーベル・DOGMA RECORDSより1st.アルバム『NO SIDE』をリリース。
1984年、NAOKI、MINORUがLip Cream結成のため脱退。MATSUMURAはGASTUNKへ参加する。
1985年、CHITOSE、MATSUMURAのオリジナル・メンバー2人に新メンバーのMASAKI(ギター)、TETSU(ベース)が加入し、第2期THE COMESが始動。
1986年3月、雑誌「宝島」のCAPTAIN RECORDSより、2nd.アルバム『POWER NEVER DIE』をリリース。しかし、同年7月頃、MATSUMURAの脱退により、THE COMESは解散。残った3人にTETSU.M（ドラムス）を加えて新しいバンド・VIRGIN ROCKSを結成した。

## メンバー
- CHITOSE （ヴォーカル）
- NAOKI（ギター）※脱退後、Lip Creamを結成
- MINORU （ベース）※脱退後、Lip Creamを結成
- MATSUMURA （ドラムス）※GASTUNKにも在籍
- MASAKI （ギター）※VIRGIN ROCKS解散後、TAISEI等とBAD MESSIAHを結成
- TETSU (ベース)

## ディスコグラフィー
アルバム
- 「NO SIDE」（1983）
- 「POWER NEVER DIE」（1986）

ライブ・アルバム
- 「THE COMES LIVE 1982-1984」（2008）
- 「THE COMES LIVE 1985-1986」（2010）
- 「BALLROOM OF THE LIVING DEAD」（2024）*1982年9月22日新宿LOFTで行われた消毒GIG Vol.6 HARDCORE 2DAYSのフル音源、1983年3月2日福生CHICKEN SHACKでのライブ音源を収録したアルバム＋ブックレットのセット

オムニバス・アルバム
- 「OUTSIDER」（1983）

関連作品
- 「SHUT UP!」（シングル）VIRGIN ROCKS（1986）
- 「吠 ROAR - COMPLETE VIRGIN ROCKS-」（ベスト・アルバム）VIRGIN ROCKS（2010）
- 「SHUT UP!!Live at 新宿LOFT 1987」（DVD）VIRGIN ROCKS（2010）